# Rikiya Kawamae
Rikiya Kawamae (jap. 川前 力也 Kawamae Rikiya; ur. 20 sierpnia 1971) – japoński piłkarz występujący na pozycji obrońcy.

## Kariera klubowa
Od 1990 do 2006 roku występował w klubach Cerezo Osaka, Sagan Tosu, Mito HollyHock i ALO's Hokuriku.